# (5360) Rozhdestvenskij
(5360) Rozhdestvenskij (1975 VD9) – planetoida z pasa głównego asteroid okrążająca Słońce w ciągu 5,83 lat w średniej odległości 3,24 j.a. Odkryta 8 listopada 1975 roku.